# Bogdan Păun
Bogdan Păun (n. 7 februarie 1990, Ploiești) este un regizor român, care a creat videoclipuri pentru mulți muzicieni români.